# بخش‌های دپارتمان مین
بخش‌های دپارتمان مین (انگلیسی: Arrondissements of the Mayenne department) شامل ۳ بخش به شرح زیر است:
1. بخش شتو-گونتیه با ۸۴ کمون (فرانسه) و جمعیت ۷۳ هزار نفر در سال ۲۰۱۳ می‌باشد.
2. بخش لول با ۳۴ کمون (فرانسه) و جمعیت ۱۱۲ هزار نفر در سال ۲۰۱۳ می‌باشد.
3. بخش مین با ۱۳۷ کمون (فرانسه) و جمعیت ۱۲۱ هزار نفر در سال ۲۰۱۳ می‌باشد.